# Гласпорт (Пенсилванија)
Гласпорт (енгл. Glassport) град је у америчкој савезној држави Пенсилванија.

## Демографија
По попису из 2010. године број становника је 4.483, што је 510 (-10,2%) становника мање него 2000. године.
| Група             | 2000.         | 2010.         |
| Белци             | 4.880 (97,7%) | 4.268 (95,2%) |
| Афроамериканци    | 28 (0,6%)     | 76 (1,7%)     |
| Азијати           | 9 (0,2%)      | 11 (0,2%)     |
| Хиспаноамериканци | 41 (0,8%)     | 57 (1,3%)     |
| Укупно            | 4.993         | 4.483         |